# جولييت كوان
جولييت كوان (بالإنجليزية: Juliet Cowan)‏ هي ممثلة بريطانية، ولدت في 21 مايو 1974 في لندن في المملكة المتحدة.

## وصلات خارجية
- جولييت كوان على موقع IMDb (الإنجليزية)
- جولييت كوان على موقع قاعدة بيانات الفيلم (الإنجليزية)